# بيلي بريغز
بيلي بريغز (بالإنجليزية: Billy Briggs)‏ هو مغن مؤلف أمريكي، ولد في 8 يونيو 1977.